# 贵州羊奶子
贵州羊奶子（学名：Elaeagnus guizhouensis）为胡颓子科胡颓子属下的一个种。

## 扩展阅读
- 維基物種上的相關：贵州羊奶子